# رضا بن علي
رضا بن علي ( الاسم الكامل محمد رضا بن علي ). هو محامي ورجل سياسة تونسي ولد في 20 نوفمبر 1920 . تولى وزارة العدل في حكومة الوزير الأول محمد المزالي منذ 29 أكتوبر 1984 إلى 12 فيفري 1986
1. ↑   https://www.turess.com/fr/letemps/19468. {{استشهاد ويب}}: |url= بحاجة لعنوان (مساعدة) والوسيط |title= غير موجود أو فارغ (من ويكي بيانات) (مساعدة)